# Themus niisatoi
Themus niisatoi es una especie de coleóptero de la familia Cantharidae.

## Distribución geográfica
Habita en Japón.